# 女優 (1956年の映画)
『女優』は、1956年に公開された日本映画である。近代映画協会製作、新藤兼人監督・脚本。

## 概要
新派の女優として活躍したが1956年に失明して、芸能界を引退した森赫子が同年に描いた自叙伝『女優』を新藤兼人が映画化した。

## スタッフ
- 監督・脚本：新藤兼人
- 製作：絲屋寿雄、山田典吾、能登節雄
- 原作：森赫子（実業之日本社『女優』より）
- 撮影：宮島義勇
- 音楽：伊福部昭
- 美術：丸茂孝
- 照明：平田光治
- 録音：丸山國衛
- 美術助手：戸田重昌

## 出演者
- 毛利格子：乙羽信子
- 藤森太郎：小沢榮
- 井上忠夫：東野英治郎
- 保田：千田是也
- 里見明夫：内藤武敏
- 山下敏郎：宇野重吉
- 吉谷夕菊：日高澄子
- 楠田薫
- 唖の婆さん：北林谷栄
- 里見の母千代：原泉
- 格子の母月子：細川ちか子
- 菅井一郎
- 峯垣覚：殿山泰司
- 八島元雄：信欣三
- 松本克平
- 松川邦次郎：清水一郎
- 金子信雄
- 北林芳郎：御橋公
- 杉三郎：嵯峨善兵
- 田畑：田口計
- 山崎：江見渉
- 女方：小笠原章二郎
- 老記者竜田：武田正憲
- 矢木新一郎：芦田伸介
- 番頭山野：松本染升
- 佐々木すみ江
- 里見の妹芳枝：斎藤美和
- 田中敬子
- 津路清子
- 戸田春子
- 大阪の眼科医：浜村純
- 大見重太郎：玉川伊佐男
- 松下達夫
- 高島敏郎
- 望月伸光
- 島田文子
- 原緋紗子
- 三崎千恵子
- 五月藤江
- 島田屯